# さいたま市立本太中学校
さいたま市立本太中学校（さいたましりつ もとぶとちゅうがっこう）は、埼玉県さいたま市浦和区領家一丁目にある公立中学校。　

## 学校の設立と初期の歩み
- 1948年4月1日: 浦和市立本太中学校の設立が認可されました。
- 1948年4月15日: 浦和市立高等女学校の一部を間借りして開校式が挙行されました。
- 1950年8月28日: 校舎落成式が執り行われました。
- 1951年3月24日: 第1回卒業式が行われ、165名が卒業しました。
- 1953年8月: サッカー部が県民体育大会県大会で初優勝を飾りました。
- 1953年11月3日: 芥川也寸志氏作曲による校歌が制定されました。
- 1955年5月25日: 校舎が現在の場所へ移転しました。

## 施設の整備と発展
- 1957年10月13日: 球技場が完成しました。
- 1961年7月10日: プール工事が完成しました。
- 1962年3月15日: 校旗が制定されました。
- 1962年7月6日: 新校舎（木造）の第1期工事が完成し、落成式が行われました。
- 1971年4月10日: プレハブ教室が完成しました。
- 1973年1月31日: 体育館工事が完成しました。
- 1974年9月6日: 新校舎第5期工事が完成しました。
- 1987年2月21日: 武道場（修道館）の落成式が挙行されました。
- 2003年7月1日: 北校舎の耐震工事が始まりました。
- 2004年7月1日: 南校舎の耐震工事が始まりました。
- 2006年7月1日: 南校舎の屋上防水工事が完了しました。
- 2011年2月1日: 体育館の耐震工事が完了しました。
- 2012年2月13日: 学校農園が造成されました。
- 2012年12月1日: 北校舎の外壁塗装が行われました。
- 2015年2月28日: 体育館の非構造物落下防止工事と2階トイレのバリアフリー工事が完了しました。
- 2015年12月17日: 武道館（修道館）の非構造部材耐震化改修が完了しました。
- 2016年10月11日: 西側生徒用トイレ（1階から3階）が改修されました。
- 2018年2月15日: 東側生徒用トイレが改修されました。
- 2020年3月31日: 特別教室へのエアコン設置が完了しました。

## 学術・研究活動と指定校
- 1969年10月30日: 全国国語教育研究協議会で研究発表が行われました。
- 1985年11月1日: 文部省指定の生徒指導研究発表が行われました。
- 1988年6月10日: 文部省指定の格技（柔道）研究発表が行われました。
- 1989年11月9日: 学校保健体育優良校として全国表彰を受けました。
- 1991年11月29日: 文部省指定の道徳教育研究発表が行われました。
- 1992年5月28日: 埼玉県社会福祉協力指定校となりました。
- 1995年4月1日: 市社会福祉協力校に指定されました。
- 1996年4月25日: 市より教育課程一般の研究委嘱を受けました。
- 2010年11月1日: 小・中連携研究発表会が開催されました。
- 2012年11月7日: 「食育」研究発表校として発表を行いました（市指定研究：2011・2012年度）。
- 2014年11月25日: 「特別活動」研究発表を行いました（市指定研究：2013・2014年度）。
- 2015年11月10日: 「小中一貫教育」研究発表を行いました（市研究：2013・2014年度）。
- 2022年11月18日: 「さいたま市STEAMS教育」の研究発表を行いました（市研究委嘱）。
- 2024年1月26日: 「教科横断的な視点に立った資質・能力の育成」について研究発表を行いました（市研究指定：2022・2023年度）。

## スポーツ分野での活躍
- 1975年8月20日: 全国中学校サッカー大会で優勝しました。
- 1977年8月20日: 全国中学校サッカー大会で再度優勝しました。
- 1985年8月21日: 全国中学校剣道大会に女子が出場しました。
- 1986年2月9日: 体育大会年間総合優勝を果たし、市栄光旗を受賞しました。
- 1994年8月23日: 全国中学校陸上競技選手権大会の女子400Mリレーで6位に入賞しました。
- 2001年8月21日: 全国中学校陸上競技選手権大会に男子1500ｍ、男子3000ｍで出場しました。
- 2001年8月22日: 全国中学校水泳競技大会に女子200ｍ個人メドレーで出場しました。
- 2002年8月21日: 全国中学校陸上競技選手権大会に男子100ｍ、男子200ｍ、男子800ｍ、男子1500ｍで出場しました。また、全国中学校水泳競技大会に女子200ｍ個人メドレーで出場しました。
- 2003年8月21日: 全国中学校陸上競技選手権大会に男子100ｍ、男子200ｍ、女子1500ｍで出場しました。
- 2004年8月21日: 全国中学校陸上競技選手権大会に男子砲丸投げで出場しました。また、全国中学校剣道大会にも出場しました。
- 2005年8月21日: 全国中学校剣道大会に出場しました。
- 2006年8月10日: 卓球女子が関東大会に、水泳男子が関東大会に出場しました。
- 2007年8月21日: 硬式テニス女子が全国大会に、英語弁論が全国大会に、剣道女子が関東大会に出場しました。
- 2009年8月10日: 硬式テニス男子、水泳男子、水泳女子が全国大会に出場しました。
- 2010年8月21日: 水泳男子、硬式テニス男子が全国大会に出場しました。
- 2011年8月21日: 全国中学校女子陸上競技大会に女子200ｍで出場しました。また、水泳男子・女子が関東大会に、硬式テニス男子が関東・全国大会に出場しました。
- 2012年8月20日: 全日本中学校水泳競技大会に出場しました。
- 2013年8月22日: 全日本水泳競技大会で2位に入賞しました。
- 2014年8月22日: 全日本水泳競技大会で2年連続の2位入賞を果たしました。
- 2015年8月: 全国中学校陸上選手権大会に出場しました。
- 2017年8月: 全国中学校陸上選手権大会に出場しました。

## 記念行事と校長交代、その他
- 1998年3月22日: 創立50周年記念式典が挙行されました。
- 2001年5月1日: 浦和・大宮・与野の3市合併に伴い、校名を**『さいたま市立本太中学校』**と改称しました。
- 2013年4月1日: 特別支援学級が新設されました。
- 2017年4月1日: 五十嵐 友一氏が第22代校長に就任しました。
- 2018年4月1日: 加藤 明良氏が第23代校長に就任しました。
- 2018年10月27日: 創立70周年記念式典が挙行されました。
- 2021年4月1日: 木寺 恒氏が第24代校長に就任しました。
- 2021年4月1日: 女子用スラックスの使用が開始されました。
- 2022年4月1日: 新デザインのジャージ・体育着、ポロシャツの使用が開始されました。
- 2024年4月1日: 田中 一秀氏が第25代校長に就任しました。

## 所在地
- さいたま市浦和区領家一丁目4番15号
- 北浦和駅からは徒歩15分
- 本太中学校バス停からは徒歩1分

## 部活動

### 運動部
- 野球部
- サッカー部
- バレー部（男女別）
- バスケット部（男女別）
- ソフトボール部
- 陸上部
- テニス部（男女別）
- 卓球部（男女別）
- 剣道部（男女別）
- バドミントン部（男女別）

### 文化部
- 理科部
- 吹奏楽部
- 家庭科部
- 美術部
- 英語部
- 生活部

## 主な卒業生
- 小嶋陽菜（タレント：元AKB48）
- 水沼貴史（サッカー選手：元日本代表、横浜マリノス）
- 辻谷浩幸（サッカー選手：元日本代表、三菱重工/三菱自動車）
- 山田直輝（サッカー選手：元日本代表、FC岐阜）
- 矢島慎也（サッカー選手：元U-23日本代表、清水エスパルス）